# Iliade (Monti)

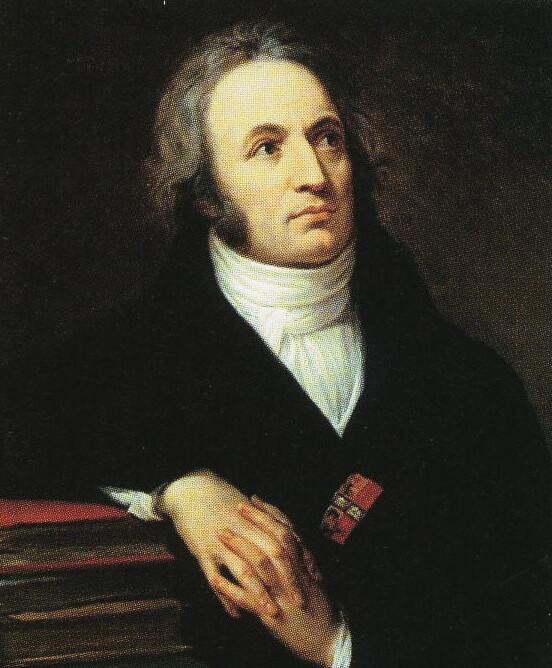
Vincenzo Monti

L'Iliade è la traduzione in lingua italiana dell'opera omonima di Omero, scritta in versi dal poeta italiano Vincenzo Monti.

## Genesi dell'opera
l'ira funesta, che infiniti addusse

lutti agli Achei...»
(Incipit del Proemio dell'Iliade nella traduzione di Monti)
Il poeta già da ragazzo aveva iniziato un tentativo di resa del testo omerico in ottava rima intorno al 1788. Nel 1807 Ugo Foscolo pubblicò un proprio Esperimento di traduzione della Iliade comprendente il suo abbozzo di traduzione poetica del Canto I, la versione letterale in prosa di Melchiorre Cesarotti e quella dello stesso canto donatagli l'anno prima dal Monti. La dedicatoria riporta il seguente commento:
Quand'io vi lessi la mia versione dell'Iliade voi mi recitaste la vostra, confessandomi di avere tradotto senza grammatica greca; ed io nell'udirla mi confermava nella sentenza di Socrate che l'intelletto altamente spirato dalle Muse è l'interprete migliore d'Omero
A tale memorabile dedicatoria, in cui l'amico già preannunciava futuri dissapori in seguito insanabili, il Monti risponde con il saggio Considerazioni sulla difficoltà di ben tradurre la protasi dell'Iliade (1807), sintomatica di un rinnovato fervore. Stimolato dal finale "omerico" dei Sepolcri foscoliani, dalla crescente estraneità per i pur sempre più perfetti versi d'occasione e celebrativi egli tentò e perseguì la composizione epica abbandonata in gioventù:
Nel 1809 il Monti pubblicò la versione del Canto II e infine, dopo un disperato lavorare (Epistolario, vol. III, p. 303) completò l'edizione con dedica al Viceré d'Italia Eugenio di Beauharnais.

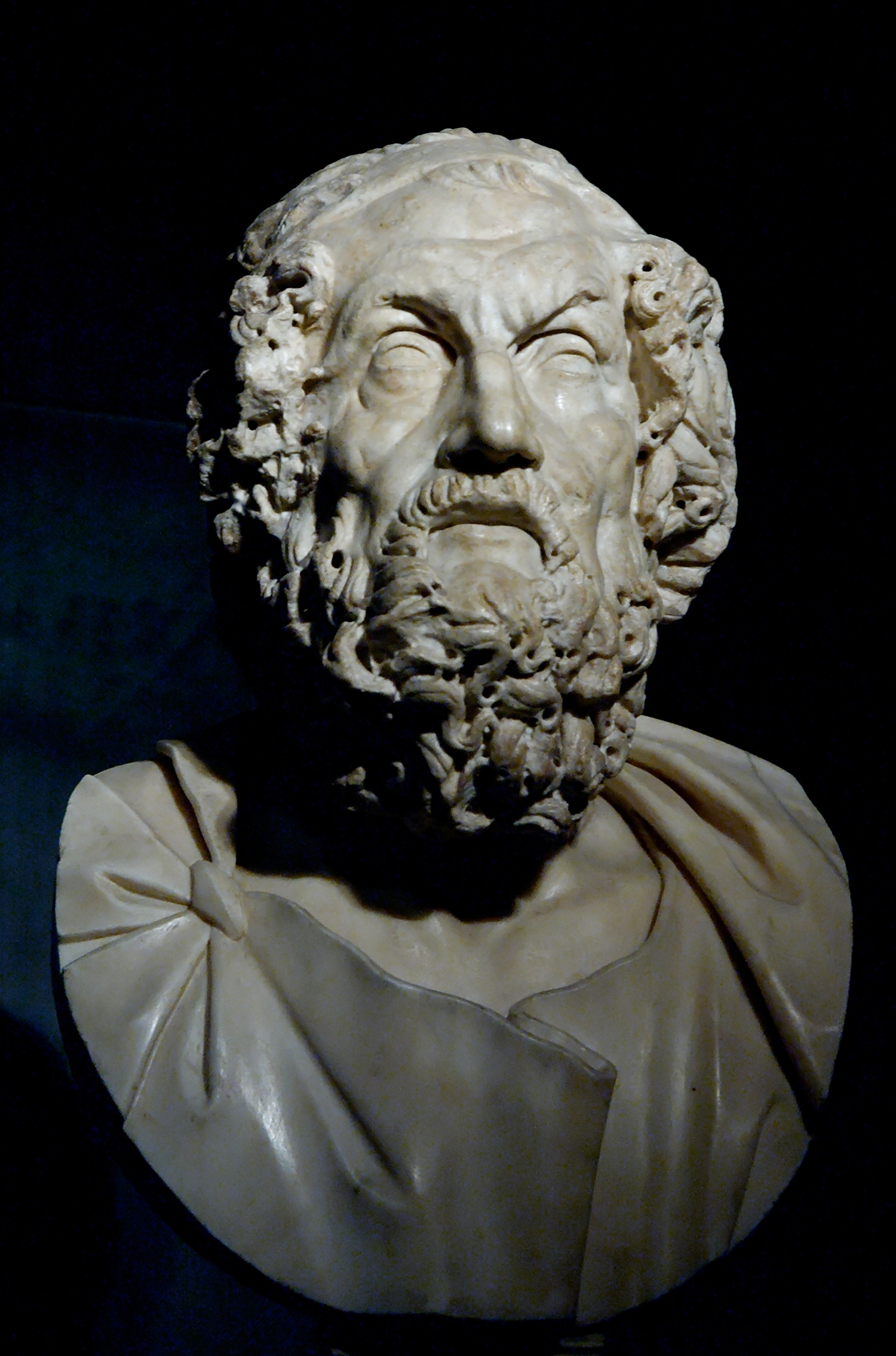
Statua di Omero ai Musei Capitolini di Roma

La prima edizione in tre volumi porta la data 1810, ma il terzo volume apparve solo nel 1811: la stampa fu però aspramente criticata dall'autore per i troppi errori in essa contenuti; una seconda edizione, corretta sulla scorta dei numerosi consigli ricevuti da Luigi Lamberti, Andrea Mustoxidi ed Ennio Quirino Visconti, uscì in due volumi nel 1812. Altri emendamenti furono apportati dal traduttore nella terza edizione del 1820 e nella quarta definitiva del 1825.

## Stile: questioni critiche
(V. Monti, La pulcella d'Orléans, canto X, I)
Nel clima neoclassicista, l'Iliade gli si offrì spontanea, come un pretesto all'esercizio della sua arte duttile e varia, sfarzosa, ricca di colori. Per una miglior comprensione dell'opera va precisato comunque il rapporto del Monti con la tradizione epica italiana, con l'originale greco, e con la temperie letteraria del suo tempo.

### Metrica
L'Iliade del Monti è tradotta in endecasillabi sciolti.
L'idea iniziale di tradurre il poema epico greco con le convenzioni del poema epico italiano si rivelò impraticabile: l'ottava si dimostrò per lui metro insormontabile, «per la grande difficoltà di assoggettare alla tirannia delle rime le sentenze del testo» (Epistolario).
Proprio per confermare tale assunto il tentativo fu poi attuato nel 1824 col Saggio di traduzione in ottava rima, con lo scopo di dimostrare per absurdum l'impossibilità di ottenere i medesimi risultati della resa in endecasillabi sciolti.
Nel 1803 Monti aveva pubblicato una traduzione poetica delle Satire di Persio. Di esse tre sono tradotte in endecasillabi sciolti e tre in terzine sull'esempio ariostesco: in particolare nella sesta si impose di mantenere lo stesso numero di versi dell'originale uscendo vittorioso dalla difficilissima prova: la traduzione riscosse infatti un notevole successo contemperando la concisione dell'originale con la divulgazione in lingua italiana di un testo notoriamente complesso.
L'Iliade invece fu resa con grande libertà. Ciò è dovuto non solo all'estensione dell'opera, ma anche alla volontà del traduttore di non effettuare una traduzione letterale da una lingua che non conosceva alla perfezione.

### Testo seguito
Certo l'autore ha sempre esagerato anche nell'epistolario la propria ignoranza della lingua greca, a maggior ragione se messo a confronto con la solidità linguistica del madrelingua neogreco Foscolo, che a seguito della rottura del rapporto di amicizia non gli risparmiò al riguardo ostili epigrammi. Ma anche avendo una preparazione approfondita della lingua dell'originale il Monti non avrebbe certo avuto gli scrupoli di aderenza al testo qualora questi lo avessero ostacolato.
Egli si servì con continuità sia di edizioni del testo greco con traduzione latina a fronte, ma soprattutto della versione letterale in prosa del Cesarotti (Padova, 1786-1794).

### Attualizzazione
Ad Omero erano all'epoca attribuite critiche di pretesa "barbarie" e ripetitività, la presenza di contraddizioni e illogicità che solo nel XX secolo si scoprirà trattarsi di elementi tipici della "dizione formulare" presente nell'epos orale. Monti corresse queste presunte imperfezioni agendo in direzione della iperletterarietà consentitagli dalla lingua poetica neoclassica e dallo sperimentatissimo armamentario di figure retoriche, perifrasi e parafrasi volte a dare al testo una continua varietà. Questa operazione, peraltro, va in direzione contraria alla contemporanea introduzione di ripetizioni formulari tolte di peso da Omero nella traduzione di Ossian di Melchiorre Cesarotti o al rispetto persino eccessivo del testo nella contemporanea traduzione dell'Odissea di Ippolito Pindemonte.
La disinvoltura traduttoria di Monti gli consentì, assieme alla velocità di esecuzione nella traduzione, di assumere una uniformità di tono e registro che lo stesso Omero non presenta: ne deriva una costante levigata enfasi, che richiama alla mente le opere plastiche del Canova. Ma Monti assomiglia ad un moderno Omero, lo spirito eroico-drammatico proprio del poema non è mai tradito, l'impressione che ne deriva, dall'antico e dal moderno, è ancora di identificazione più che di distanziamento.

## Fortuna dell'opera
Nonostante non si basi sul testo originale greco del poema, bensì ritraduca dal latino e dalla prosa italiana del Cesarotti, quella di Vincenzo Monti è la traduzione più famosa in italiano.
Fin dalla prima edizione l'opera assurse al rango di classico della letteratura: non si può dire che mancassero le traduzioni del testo omerico, ma certamente Monti riuscì ad operare il miracolo di adattare il testo iliadico alle aspettative del gusto moderno.
Il successo fu sancito anche dall'ingresso dell'opera nell'istruzione scolastica, da cui non è tuttora uscita.
Le riserve di Foscolo e Tommaseo sull'operazione sono note, e oggi interpretabili come la voce di un nuovo corso del gusto letterario, quello della traduzione foscoliana del Viaggio sentimentale di Sterne e dei Canti popolari greci e slavi piuttosto che del sermone Sulla mitologia (1825).
Nella sua edizione delle opere del Monti, l'autorevole giudizio di Manara Valgimigli dà la misura del controverso rapporto tra poeta e traduttore, avvalorando le ragioni del poeta rispetto a quelle del filologo:
Una espressione che il Monti abbia raccolta e preferita perché più esatta relativamente al testo greco, vale non in quanto più esatta, ma in quanto abbia conservata o riacquistata coerenza col generale tono della traduzione e della poesia: se non è così, se si avverte come isolata e staccata, se non risponde coerentemente allo spirito nuovo dell'insieme, se non è immersa e fusa nella nuova unità, codesta espressione, ancorché esattissima, è difetto non pregio, è vizio e non è virtù.

## Edizioni
- Iliade di Omero. Traduzione del cav. Vincenzo Monti, 3 voll., Brescia, per Nicolò Bettoni, 1810 (edizione originale).
- Iliade di Omero. Traduzione del cav. Vincenzo Monti, Seconda edizione, 2 voll., Milano, dalla Stamperia Reale, 1812.
- Iliade di Omero. Traduzione del cav. Vincenzo Monti, Terza edizione ricorretta dal traduttore, 2 voll., Milano, dalla Società tipografica dei classici italiani, 1820.
- Iliade di Omero. Traduzione del cav. Vincenzo Monti, Quarta edizione riveduta dal traduttore, 2 voll., Milano, dalla Società tip. de' classici italiani, 1825.

### Riedizioni moderne
- Iliade, Traduzione di Vincenzo Monti, Firenze, Salani, 1938 («I classici del giglio»,16).
- Iliade nella versione di Vincenzo Monti, Commento di Eugenio Treves, Firenze, La Nuova Italia, 1950.
- Iliade tradotta da Vincenzo Monti, [note e indici di Ludovico Magugliani], 2 voll., Milano, Rizzoli, 1952 («Biblioteca Universale Rizzoli», 459-462).
- Iliade nella traduzione di Vincenzo Monti, a cura di Andrea Cavalli Dell'Ara, tavole di Bartoli, Milano, f.lli Fabbri, 1957.
- Versione dell'«Iliade» di Vincenzo Monti, Introduzione e commento di Gian Franco Chiodaroli, a cura di Gennaro Barbarisi, Torino, UTET, 1963 (Collana: «Classici Italiani», 74), ISBN 978-88-020-5390-5.
- Iliade di Omero, Introduzione e commento di Michele Mari, 2 voll., Milano, BUR, 1990 (Collana: «Classici», 969), ISBN 978-88-171-2969-5.
- «Iliade» nella versione di Vincenzo Monti, Introduzione di Ferruccio Ulivi, a cura di Marta Savini, Roma, Newton Compton, 1993 (Collana: «Grandi Tascabili Economici»).
- Iliade di Omero, Introduzione di Manara Valgimigli, a cura di Carlo Muscetta, con uno scritto di Madame de Staël, Milano, Mondadori, 1995 (Collana: «Oscar Classici», 335), ISBN 978-88-045-3902-5.
- Iliade di Omero, [Traduzione di] Vincenzo Monti, commento di Michele Mari, 2 voll., Milano, Fabbri, 1997 («I grandi classici della letteratura italiana»).
- Iliade di Omero. Trad. del cav. Vincenzo Monti, Edizione critica a cura di Arnaldo Bruni. Il manoscritto Piancastelli, 3 voll., Bologna, CLUEB, 2000 (Collana: «Letterature classiche.Testi e studi di filologia e letteratura»), ISBN 978-88-491-1084-5.
- Iliade di Monti, a cura di Angelo Romano, Milano, Mursia, 2001 (Collana: «Grande Universale Mursia»), ISBN 978-88-425-2715-2.
- Iliade di Omero, a cura di Arnaldo Bruni, Roma, Salerno, 2004 (Collana: «I Diamanti»), ISBN 978-88-840-2441-1.
- Iliade. Traduzione di V. Monti, Introduzione di Ermanno Grimm, commenti di Giuseppe Villaroel, note di Lucio Sbriccoli, Santarcangelo di Romagna, Rusconi, 2005 (Collana: «I Classici»), ISBN 978-88-180-2777-8.
- Iliade, con note storico-mediche a cura di Donatella Lippi, Fidenza, Mattioli 1885, 2013, ISBN 978-88-626-1310-1.
- Iliade nella versione di Vincenzo Monti, Introduzione di Ferruccio Ulivi, a cura di Marta Savini, Roma, Newton Compton, 2016 («I MiniMammut», 134).